# Conocybe rickenii
Conocybe rickenii е гъба от рода Conocybe. Неговата годност се оспорва и има вид на типична кафява гъба с малка, конична шапка и дълго, тънко стебло. Цветът е обикновено кремаво-кафяв, по-светъл на стъблото, и има тънък слой месо, без отчетлив мирис или вкус. Това е копрофилна гъба, която се храни с тор и е най-често срещана на много богата почва или се отглежда директно в тор. Може да се намери в Европа, Австралия и Тихоокеанските острови.

## Таксономия
Conocybe rickenii е описан за първи път през 1930 г. от немския миколог Юлий Шефер и е наречен Galera rickenii. Той е прекласифициран от Робърт Кюнер, който го поставя в рода Conocybe.

## Описание
C. rickenii има конична капачка от 1 до 2,5 сантиметра (0,4 до 1,0 инча), която е охра-кафява, понякога ставаща малко по-сива в центъра. Стъблото обикновено е с височина от 40 до 70 милиметра (1,6 до 2,8 инча), с дебелина от 1 до 2 милиметра (0,04 до 0,08 инча) и е с белезникав крем, потъмняващо до мръсно кафяво с възрастта. Тънкият слой месо е сиво-кафяв в капачката, докато в стъблото е по-светъл. Той има охра-кремави (по-късно потъмняващи до ръждиво-охри) хриле, които са адратирани, оставяйки отпечатък от кафяви спори. Самите спори са елиптични до овални, с размери между 10 – 20 µm и 6 – 12 µm. Тя има двупосочна базидия и клетъчна кутикула.
По принцип е малко по-голям от малко по-честите копрофилни C. pubescens. Той може да се различава от други Conocybe, обичащи тор, благодарение на двупосочния базидиа, големите спори и факта, че той не притежава левкообразна (колбовидна) каулоцидия.

## Ядливост
Британският миколог Роджър Филипс описва яденето като неизвестно, докато Дейвид Пеглер счита гъбата за негодна за консумация. Месото няма обособен мирис или вкус.

## Разпространение и местообитание
Conocybe rickenii расте на изключително богата почва, особено върху тор и компост. Той може да бъде намерен в много големи количества в градините, където се използва конски тор за обогатяване на почвата. Той може да се намери в Европа, Австралия, Тихоокеанските острови и Съединените щати.